# Grand Funk Railroad
I Grand Funk Railroad sono un gruppo hard rock statunitense, molto popolare soprattutto in patria, della fine degli anni sessanta. Il nome della band è un gioco di parole sulla Grand Trunk Railroad, una linea ferroviaria che attraversava Flint, città natale del trio.

## Storia
Originari, appunto, di Flint, situata a nord-ovest di Detroit, nello Stato del Michigan, i tre musicisti inanellarono una serie di successi tra il 1969, anno in cui si formò la band, e il 1974, vendendo fino a 20 milioni di copie dei loro dischi. Il produttore, Terry Knight, ex d.j. radiofonico di una radio di Detroit, li conobbe ancora molto giovani proprio mentre presentavano un loro demo presso la radio in cui lavorava.
Intuendone immediatamente le potenzialità, li mise sotto contratto (col tempo i tre poi si resero conto di aver firmato un contratto-capestro) e imbastì per loro una campagna promozionale senza precedenti nella storia del music-business statunitense e arrivò a tappezzare la Times Square di New York, un po' il cuore commerciale del mondo, di enormi manifesti con i volti dei ragazzi del trio.
La loro produzione è importante poiché rappresenta un rock statunitense in difficoltà, in quei tempi, di fronte allo strapotere delle band inglesi (Rolling Stones, Led Zeppelin, Deep Purple, Black Sabbath, The Who, Uriah Heep, ecc).
Il gruppo statunitense è, inoltre, uno dei primi esempi di "proto-heavy metal" (insieme ai gruppi sopracitati e ad altri ancora) e ha stabilito nuovi standard per quanto concerne il volume del suono durante i concerti. Benché l'utilizzo di un'amplificazione molto spinta sia talvolta visto come un'inutile stravaganza, l'approccio dei Grand Funk Railroad ha avuto una notevole influenza sul metal, e, ancora oggi, costituisce uno degli elementi caratterizzanti di questo genere musicale.

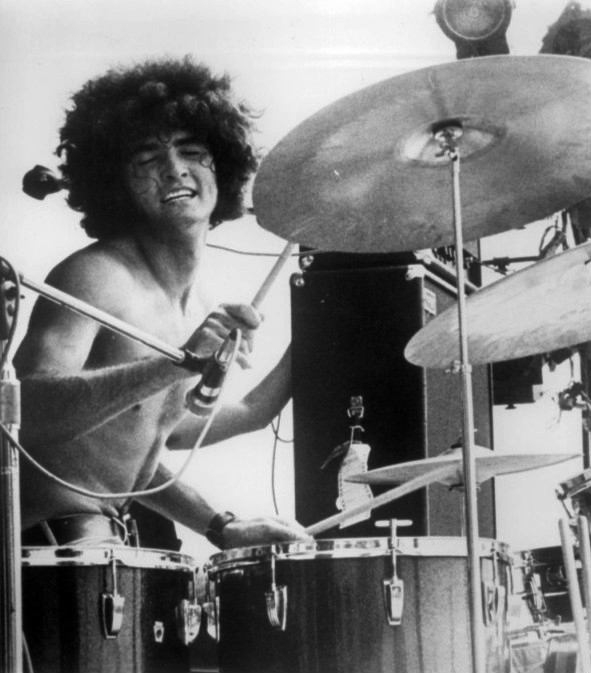
Don Brewer (1970)

I Grand Funk si rivelarono un trio ben assortito ed ebbero in Mark Farner (cantante, chitarrista e autore della maggior parte della loro produzione artistica, insieme a Brewer) il loro leader, soprattutto per la sua voce potente e accattivante e la grinta che metteva sul palco.
Con il disco We're an American Band, e l'aggiunta ufficiale del quarto elemento alle tastiere (Craig Frost), la band raggiunge ormai il pieno successo commerciale nel 1973 arrivando prima nella Billboard Hot 100, ma allo stesso tempo conosce un lento declino d'ispirazione per lasciar posto a una vena artistica sempre più rivolta agli ascolti.
Nel 1974 il singolo The Loco-Motion arriva primo nella Billboard Hot 100 per due settimane e in Canada, quinto in Australia, settimo in Austria e decimo in Germania.
Il loro ultimo album, Good Singing Good Playing, del 1976, famoso per l'assolo di Frank Zappa – tra l'altro anche loro produttore – in Out to Get You, segna praticamente la fine della carriera di un gruppo dal sound innovativo e originale, che ha influenzato molti gruppi hard rock USA successivi nella scalata contro la "corazzata" delle band inglesi.
Dopo lo scioglimento della band nel 1976, il gruppo venne riformato una prima volta nel 1981, con modifiche nella sua composizione, per produrre due nuovi album. Dopo altri anni di inattività artistica, la ripresa avvenne nel 1997.
Terry Knight è morto il 1º novembre 2004 all'età di 61 anni. Dopo aver perso i GFR, aveva provato, nel 1971, a rilanciare le sue convinzioni sull'heavy-rock con i Bloodrock, un sestetto texano con cui pubblicherà sei album, ma senza particolari fortune, se non un 40º posto nelle hits con il singolo D.O.A. Fonderà poi una sua etichetta, la Brown Bag Records, per cui incisero Mom's Apple Pie, John Hambrick, Wild Cherry e Faith, anch'essi senza riscontro commerciale, che indurranno Terry a lasciare lo stardom e rifugiarsi nella cocaina; sarà poi ucciso nel suo appartamento dal convivente della figlia in Texas, a seguito del suo intervento in difesa della figlia stessa, aggredita dal compagno tossicodipendente. Verrà comunque ricordato nello show-business statunitense come uno dei più spregiudicati e talentuosi manager, seppure altamente dispotico e controverso. Mark Farner, dopo la tragedia, ebbe a commentare: «Dopo tanti anni avrei voluto dirgli che lo avevo perdonato, che non gli serbavo più rancore per averci derubato di tutti i nostri guadagni... purtroppo adesso è tardi».

## Formazione

### Formazione attuale
- Don Brewer – batteria, voce (1969–1976, 1981–1983, 1996–1998, 2000–presente)
- Mel Schacher – basso (1969–1976, 1981, 1996–1998, 2000–presente)
- Max Carl – voce, chitarra ritmica (2000–presente)
- Bruce Kulick – chitarra solista (2000–presente)
- Timothy "Tim" Cashion – tastiera (2000–presente)

### Ex componenti
- Mark Farner – chitarra, voce, tastiere (1969–1976, 1981–1983, 1996–1998)
- Craig Frost – tastiere, voce (1972-1976)
- Dennis Bellinger – basso (1981–1983)
- Howard Eddy, Jr. – tastiere (1996–1998)

## Discografia

### Album in studio
- 1969 – On Time
- 1969 – Grand Funk
- 1970 – Closer to Home
- 1971 – Survival
- 1971 – E Pluribus Funk
- 1972 – Phoenix
- 1973 – We're an American Band
- 1974 – Shinin' On
- 1974 – All the Girls in the World Beware!!!
- 1976 – Born to Die
- 1976 – Good Singin', Good Playin'
- 1981 – Grand Funk Lives
- 1983 – What's Funk?

### Live
- 1970 – Live Album
- 1975 – Caught in the Act
- 1997 – Bosnia
- 2002 – Live: The 1971 Tour

### Raccolte
- 1972 – Mark, Don and Mel: 1969-71
- 1976 – Grand Funk Hits
- 1977 – Hits
- 1990 – The Best of Grand Funk
- 1991 – Capitol Collectors Series
- 1992 – Heavy Hitters
- 1999 - Thirty Years of Funk: 1969-1999
- 2006 – Greatest Hits

### Singoli
- 1969 – Time Machine
- 1970 – Heartbreaker
- 1969 – Mr. Limousine Driver
- 1971 – Inside Looking Out
- 1970 – Nothing Is the Same
- 1970 – I'm Your Captain (Closer to Home)
- 1970 – Mean Mistreater
- 1971 – Feelin' Alright
- 1971 – Gimme Shelter
- 1971 – People, Let's Stop the War
- 1972 – Footstompin' Music
- 1972 – Upsetter
- 1972 – Rock & Roll Soul
- 1973 – We're an American Band
- 1973 – Walk Like a Man
- 1974 – The Loco-Motion
- 1974 – Shinin' On
- 1974 – Some Kind of Wonderful
- 1975 – Bad Time
- 1975 – Take Me
- 1976 – Sally
- 1976 – Can You Do It
- 1977 – Just Couldn't Wait
- 1981 – Y.O.U.
- 1982 – Stuck in the Middle